# Dom Handlowy w Mławie
Dom Handlowy w Mławie, Państwowy Dom Towarowy (Powszechny Dom Towarowy, dom towarowy, pedet, Handlowiec) – powstały na początku lat 60. XX w. trzykondygnacyjny, modernistyczny dom towarowy znajdujący się między ulicą B. Chrobrego a ulicą 3 Maja w Mławie.
Projekt Stanisław Kolendo (1956), budowa w latach 1958–1962.

## Opis
Kubatura obiektu wynosi 7966 m³. Współczesna powierzchnia użytkowa to 1554 m² (piwnica 430 m², parter 234 m², I piętro 460 m², II piętro 430 m²). Budynek charakteryzują nawiązania do stylu międzynarodowego, który jest przywoływany w kontekście architektury powiatowych Państwowych Domów Towarowych. Wolna elewacja, pasmowe okna, wnętrze na wolnym planie, płaski dach, czy też konstrukcja słupowa, to elementy które nawiązują do pięciu punktów nowoczesnej architektury według Le Corbusiera.
„Oparta na planie prostokąta, surowa żelbetowa konstrukcja, w otulinie geometrycznej fasady. Trzy niezależne kondygnacje, zwieńczone płaskim dachem. W uwolnionych od funkcji nośnych fasadach poziome ciągi okienne. Parter zachowany w obrysie prostokątnej bryły  głównej, pierwsze piętro wychodzące prostokątnie poza granice wytyczone bryłą główną, drugie piętro swoim kształtem powraca do obrysu bryły głównej. Fasady północna i południowa – boczne, rozczłonkowane poziomo wieńcem ciągu okiennego pierwszej kondygnacji. Fasady wschodnia i zachodnia – szczytowe, ciągi okienne w środkowej części odkształcone od poziomu przechodzą międzykondygnacyjnie tworząc nieregularne liniowo zakończenia wieńca okiennego. W parterze południowym witryny wystawowe oddzielone pilastrami. Wewnątrz dwie klatki schodowe – wschodnia i zachodnia (tam się dopiero zjeżdżało po poręczy). Na każdej z kondygnacji powierzchnie użytkowe bez wewnętrznych podziałów. Dla złagodzenia przestrzeni, w sąsiedztwie tuż za ulicą Stanisława Wigury wprowadzono budynek towarzyszący – okrąglak. Niskie parterowe założenie na planie koła z przeszkloną witryną”.
Pierwotnie na dachu umieszczono dwa jednakowo brzmiące szyldy – dom handlowy, które uzupełniono o neonowe podświetlenie. Większy zlokalizowano nad główną elewacją na gzymsie wieńczącym budynek. Natomiast mniejszy ulokowano na osi wejścia od strony zachodniej. W projekcie uwzględniono również siedmiometrowy, podświetlany maszt przemyślany jako „abstrakcyjna dekoracja, harmonizująca ze współczesnym charakterem architektury budynku”. Autorem projektu oświetlenia neonowego jest Maksymilian Krzyżanowski, zaliczany do grupy warszawskich neoniarzy.

## Historia

### Geneza
Państwowe Domy Towarowe (pierwotnie Powszechne Domy Towarowe) powstawały i święciły triumfy popularności w okresie Polski Ludowej. Obiekty były wypadkową polityki państwa (kierownictwa PZPR), deficytu powierzchni handlowej, powiewu nowoczesności nie tylko w architekturze oraz zjawiskiem społecznym. Początkowo adaptowano przedwojenne obiekty, które zazwyczaj już wcześniej pełniły funkcję handlowe. Natomiast nowo budowane ubierano w kostium klasycyzmu, co było związane z obowiązującą do 1956 roku estetyką socrealizmu. Pierwsze pedety otwarto wiosną 1947 roku w Bielsku-Białej, Gliwicach oraz w Katowicach. Jednak jak oceniają krytycy architektury, to na przełomie lat 50. XX w. i 60 XX wieku powstały najwartościowsze realizacje, których stylistyka nawiązywała do idei modernizmu. Proces się odwrócił, kiedy mniej więcej pod koniec lat 60. XX w. projektowanie zdominowała typizacja, która spowodowała zatarcie indywidualnego charakteru i mówiąc ogólnie spadek jakości samej architektury. Jednak w szerokim ujęciu architektura pedetów, które w owym okresie powstawały w stolicach powiatów, stała się nośnikiem i symbolem nowoczesności w skali całej Polski.
Mława wskutek działań wojennych II wojny światowej utraciła blisko 60% zabudowy. Pierwsze duże inwestycje ruszyły w II połowie lat 50 XX w. Jedną z nich była budowa największego obiektu handlowego w powiecie. Powstanie domu towarowego miało na celu poprawę sytuacji lokalowej, ale również liczył się wydźwięk propagandowy. Budynek postanowiono zlokalizować w Śródmieściu, pomiędzy Starym Rynkiem stanowiącym historyczne centrum miasta, a Halą targową z początku XX wieku. Sąsiedztwo nowego osiedla mieszkaniowego oraz siedziby władz powiatowych powodowało, że nowo powstający dom towarowy stanowił dopełnienie założenia urbanistycznego. 

### Projekt
Projekt budynku jest datowany na 1956 rok, a jego autorem jest Stanisław Kolendo, który w owym czasie pełnił funkcję zastępcy kierownika Katedry Projektowania Budynków Przemysłowych na Politechnice Krakowskiej (wówczas Juliusz Żórawski). Wykonawstwo zlecono lokalnemu potentatowi budowlanemu Przedsiębiorstwu Budownictwa Terenowego z Mławy. Prace rozpoczęto na przełomie 1958 i 1959 roku, a otwarcie nastąpiło w marcu 1963 roku.

### XX wiek
Powstanie Domu Handlowego w Mławie było wydarzeniem i zainteresowało mławian oraz mieszkańców okolicy. W latach 60. XX wieku, był obiektem nowoczesnym, spełniającym wyższy standard handlu, tj: samoobsługę i preselekcję. Pierwotne zagospodarowanie pięter prezentowało się następująco: „parter zajmowały stoiska z artykułami gospodarstwa domowego, artykułami mydlarsko-kosmetycznymi i branży elektro i radiotechnicznej. Piętro pierwsze to ciąg odzieżowy: damski, męski i dziecięcy. Zastosowano tu łatwo dostępne dla klienta niskie wieszaki z odzieżą, oraz gabloty preselekcyjne. Istotą ciągu jest takie usytuowanie stoisk, że można przechodząc koło nich ubrać się »od głowy do stóp«. Lecz żeby się obuć – trzeba przejść piętro wyżej, gdzie rezyduje branża skórzana i obuwnicza”.
Była to centralna, a zarazem największa placówka handlowa w powiecie. Handlowiec był symbolem nowoczesności, a jego wizerunek stał się wizytówką miasta. Stąd jego obecność na licznych pocztówkach oraz fotografiach szczególnie z lat 60. i 70. XX wieku.
Pierwotnie Dom Handlowy w Mławie należał do sieci domów towarowych przedsiębiorstwa państwowego Powszechne Domy Towarowe. Lokalnie zarządzaniem zajmował się Miejski Handel Detaliczny w Mławie. Natomiast w latach 70 XX wieku, w okresie segmentacji rynku wewnętrznego PRL, obiekt został przekształcony w Dom Handlowy Społem. Zmienił się również właściciel, którym została Wojewódzka Spółdzielnia Spożywców „Społem” w Ciechanowie (z oddziałem w Mławie), a następnie Powszechna Spółdzielnia Spożywców "Spójnia" w Mławie.

### XXI wiek
Jako jeden z pierwszych wyjątkowy charakter pedetu w Mławie podkreślał historyk sztuki i regionalista Ryszard Małowiecki, który w kontekście badań nad powojenną architekturą Mławy, wskazywał go jako jeden z unikalnych przykładów w indywidualnym podejściu do projektowania. 
Od 2012 roku układ urbanistyczny, którego częścią jest dom handlowy, jest wpisany do rejestru zabytków nieruchomych województwa mazowieckiego.
W 2013 roku minęło 50 lat od daty otwarcia mławskiego Domu Handlowego. Stan techniczny budynku jest oceniany jako dobry. Niemniej „Handlowiec cierpi na wszystkie choroby architektury powstałej w tamtych czasach – jest brudny, sfatygowany i obwieszony reklamami”. W 2016 roku na dachu zamontowano maszt telekomunikacyjny. Współcześnie należy mówić o dawnym domu towarowym, gdyż wnętrze budynku dostosowuje się do nowych rozwiązań, jednak możliwości adaptacyjne to efekt koncepcji przemyślanych i zastosowanych w latach 50. XX wieku.
Wartość wyceny przez ówczesnego właściciela „Spójnię” w Mławie w kilku kolejnych przetargach sukcesywnie malała od początkowej kwoty 5,9 mln zł (w styczniu 2018 r.) do niecałych 3 mln 500 tys. zł (lipiec 2018). Jak napisano w ogłoszeniu, budynek ma 1900 m kw. powierzchni, a działka, która doń należąca – 818 m kw.
Pod koniec 2017 roku ruszyła procedura wpisania tego Domu Towarowego do rejestru zabytków.

Pod koniec grudnia 2019 roku sfinalizowano sprzedaż budynku zabytkowego. Jego nowym właścicielem został mławski przedsiębiorca Karol Roniewicz, który od kilkunastu lat prowadzi w nim kręgielnię. W tej chwili otacza go zrewitalizowana przestrzeń w obszarze ulic 3 Maja, B.Chrobrego i S.Wigury.

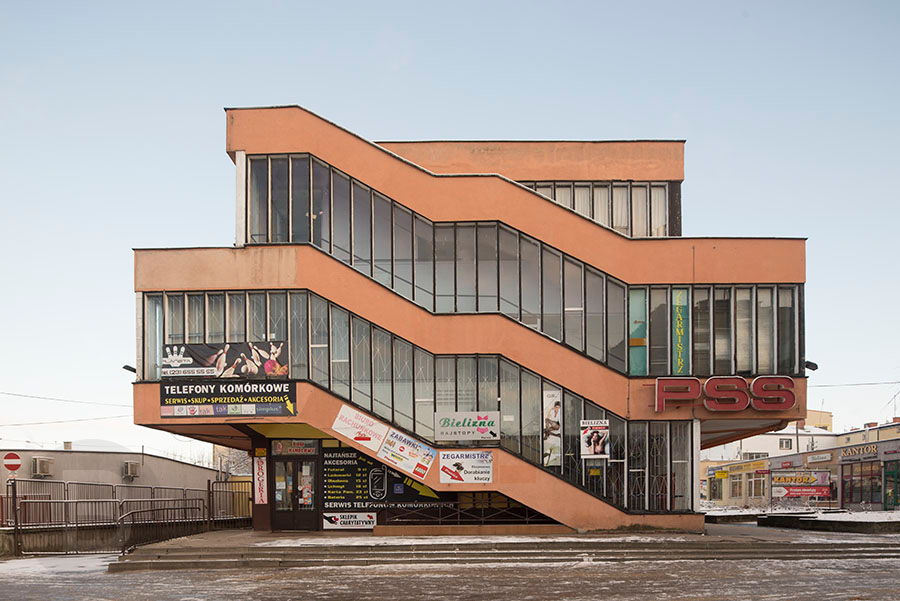
Dom Handlowy w Mławie, widok elewacji od strony zachodniej